# Jonastal

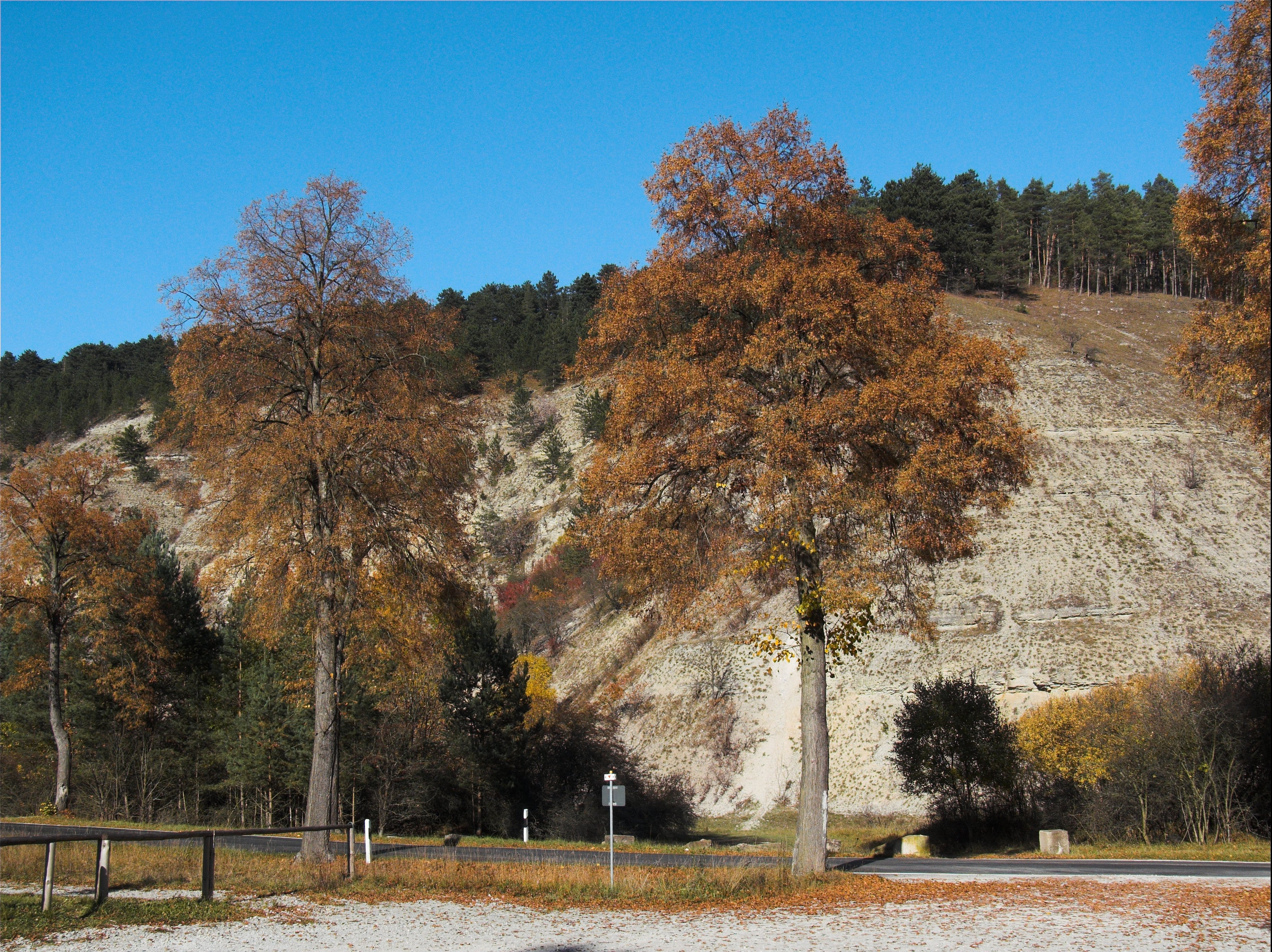
Das Jonastal

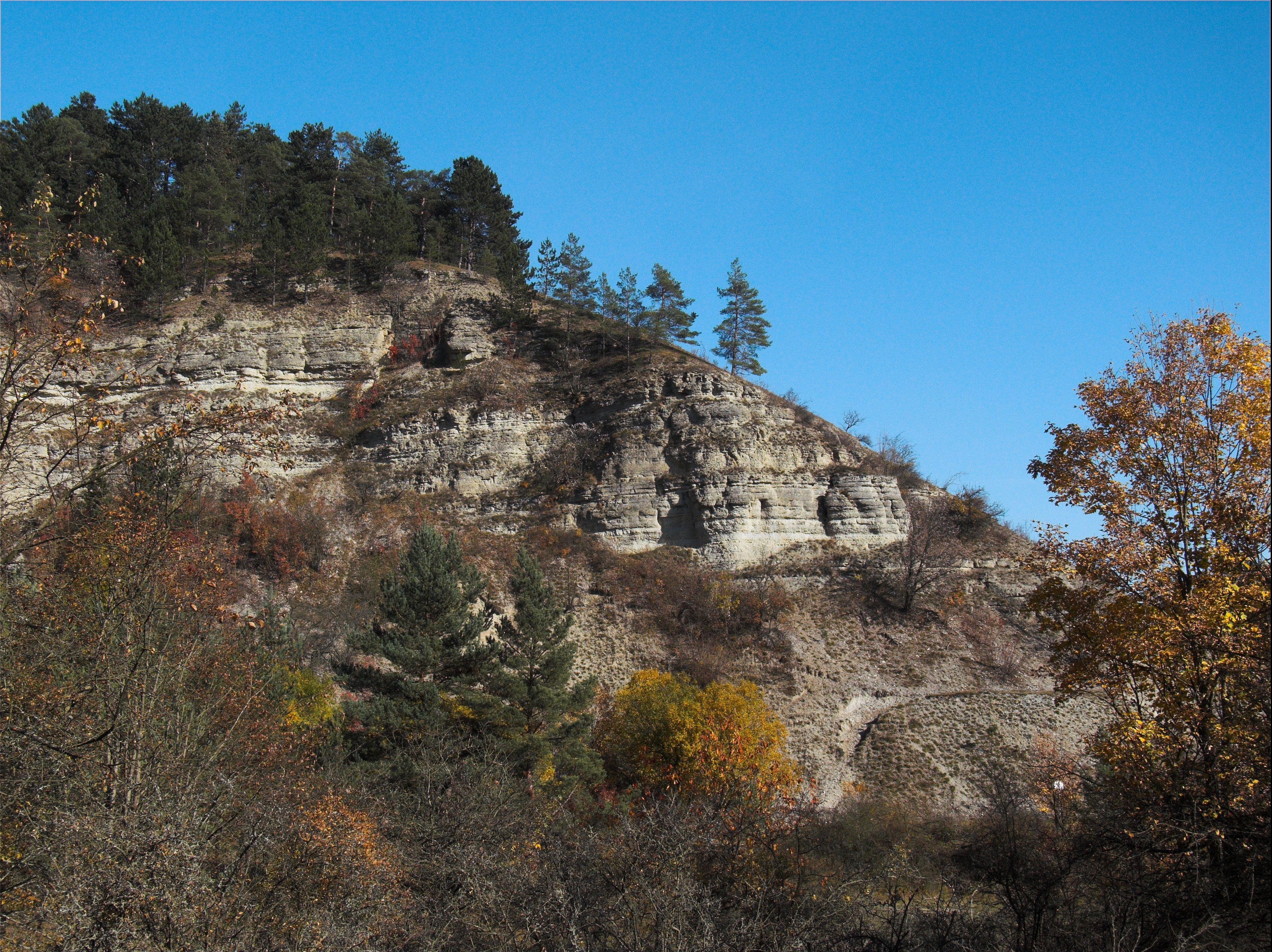
Muschelkalkfelsen im Jonastal

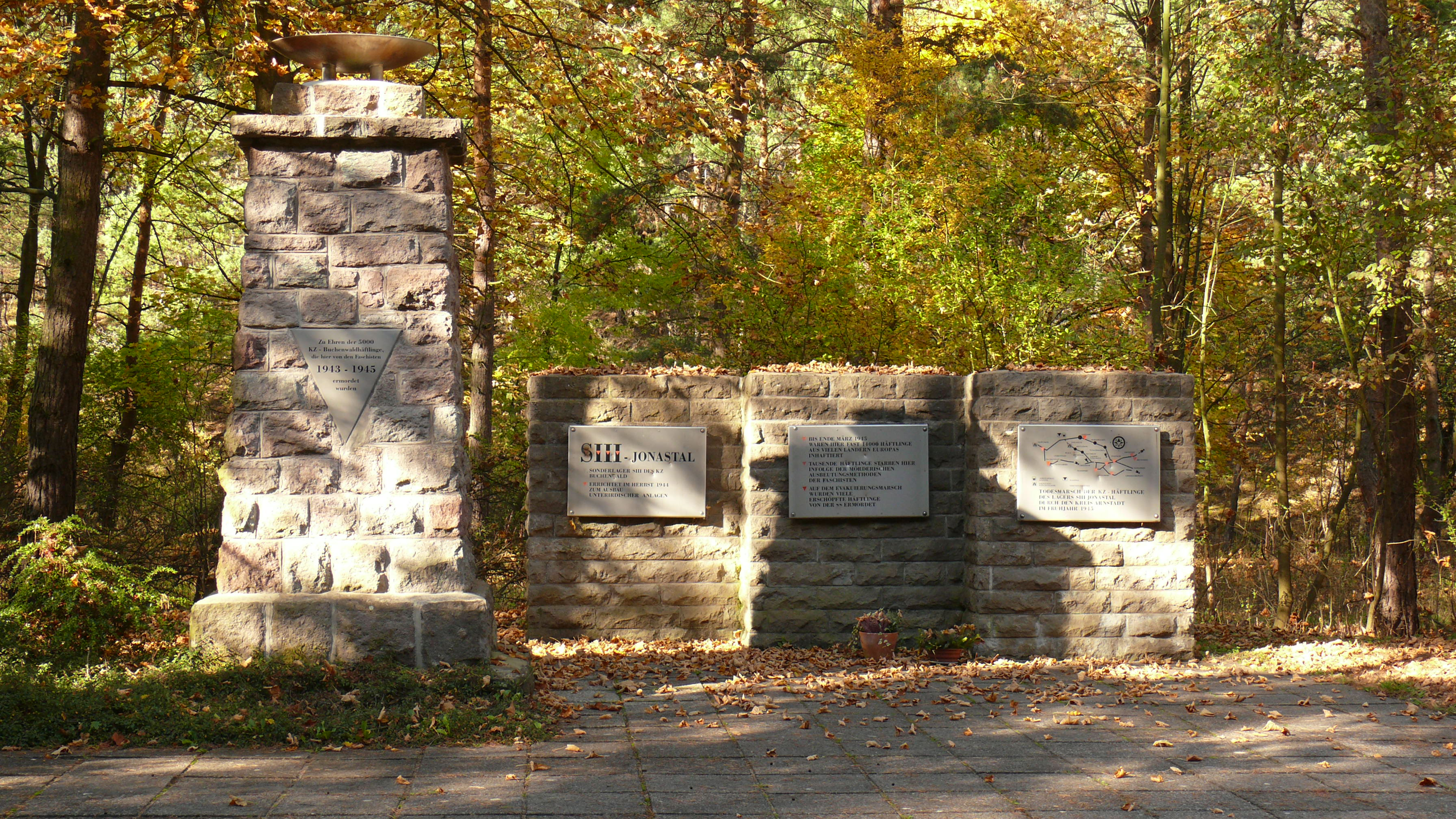
Gedenkstätte für die Opfer des Nationalsozialismus im Jonastal

Das Jonastal ist ein Geländeeinschnitt innerhalb der Ohrdrufer Platte, der sich von Crawinkel nach Arnstadt im zentralen Thüringen zieht. Durchflossen wird es von der Wilden Weiße, die sich teilweise tief in den Muschelkalk eingefressen und dadurch steile Abbrüche geschaffen hat. Das ca. 10 km lange Tal ist tief eingeschnitten, hat zumeist sehr steile Wände, ist größtenteils sehr schmal und stark gewunden. An vielen Stellen ist das Tal so eng, dass außer für das Flüsschen Weiße gerade noch genug Platz für eine schmale Kreisstraße ist.
Im Tal wachsen viele seltene Orchideen und andere Kalkböden bevorzugende Pflanzen wie die Echte Schlüsselblume. Da das Talgelände kaum Platz für landwirtschaftlich nutzbare Flächen bietet, ist die Vegetation sehr naturbelassen.
Auf der Hochebene westlich des Tales befindet sich der ehemalige Truppenübungsplatz Ohrdruf, der als Standortübungsplatz eingestuft ist. Auf ihm entwickelte sich die Natur seit Jahrzehnten frei und es haben sich inzwischen Wölfe angesiedelt.
Bekannt ist das Tal weiterhin durch ein geheimes Bauvorhaben zur Zeit des Nationalsozialismus.
Das Jonastal separiert das Plateau von Gossel rechts der Wilden Weißen von der westlichen Ohrdrufer Platte.

## Bauaktivitäten im Zweiten Weltkrieg
In den letzten Monaten des Zweiten Weltkrieges wurde das Jonastal zum Ort eines geheimen Bauvorhabens der Nationalsozialisten. Zehntausende Häftlinge des Konzentrationslagers Buchenwald trieben von November 1944 bis Anfang April 1945 im Jonastal im Rahmen des Sonderbauvorhabens „S III“ unter strengster Geheimhaltung 25 Stollen in den Berg.
Der Zweck dieses Bauvorhabens war der Öffentlichkeit lange Zeit unbekannt und bot Anlass für Spekulationen. Durch neuere Quellenstudien sowie durch den im Jahr 2005 freigegebenen Vernehmungsbericht des damaligen Leiters des zuständigen Planungsbüros, Karl Fiebinger, ist jedoch belegt, dass es sich um Bunkeranlagen handelte, die Adolf Hitler als (letztes) Führerhauptquartier hätten dienen sollen. Der Ort wurde wegen seiner zentralen Lage gewählt. Außerdem ist es praktisch unmöglich, in dem Tal gezielt Bomben abzuwerfen, da es dafür zu eng, zu gewunden und zu tief ist. Die Anlage wurde nie fertiggestellt. Die Stollen sind leer und teilweise noch nicht betoniert.
Bereits in den Jahren 1936–38 war am Rande des Truppenlagers Ohrdruf eine verbunkerte Nachrichtenanlage mit den Tarnbezeichnungen „Amt 10“ bzw. „Olga“ errichtet worden, die ursprünglich die Nachrichtenverbindungen für ein geplantes Ausweichquartier des Oberkommandos des Heeres bereitstellen sollte. Diese Anlage war vermutlich ebenso in die Gesamtplanungen für „S III“ einbezogen wie Kasernengebäude des Truppenlagers Ohrdruf sowie weitere größere Bauten im weiteren Umfeld, zum Beispiel verschiedene Hotels zur Unterbringung von Stäben.
SS-Obergruppenführer Hans Kammler hatte die Gesamtleitung für das Projekt „S III“, den Auftrag hierzu erhielt er direkt vom Reichsführer SS Heinrich Himmler.
Im Zusammenhang mit den Bauarbeiten wurde das Außenlager „S III“ des Konzentrationslagers Buchenwald errichtet. Das Lager bestand in der Zeit vom 6. November 1944 bis Anfang April 1945 (in der Zeit vom 14. November 1944 bis zum 15. Januar 1945 wurde es als selbständiges Konzentrationslager geführt und zählte in diesen acht Wochen nicht als Außenkommando). Zum Außenlager „S III“ gehörten neben dem Nord- und Südlager bei Ohrdruf auch die weiteren Lager in der Luftmunitionsanstalt Crawinkel sowie das Zeltlager bei Espenfeld.
Am 2. April 1945 wurden die Bauarbeiten eingestellt und die KZ-Häftlinge auf Todesmärschen überstürzt abgezogen. Die Stollen wurden von der US-Army inspiziert und anschließend wurden die Eingänge vor der Übergabe an die Sowjetunion gesprengt. Der Truppenübungsplatz wurde bis zu deren Abzug aus Deutschland von der sowjetischen Armee genutzt.

## Weitere Vermutungen und Verschwörungstheorien
Mehrere Autoren und Revisionisten behaupten, dass im Jonastal im „Dritten Reich“ Atomwaffen entwickelt worden wären.
Wie einige andere Stollensysteme wurde und wird auch das Jonastal nach dem Bernsteinzimmer durchsucht.

## Naturschutz
Die Hänge des Tales zwischen Gossel und dem südlichen Stadtrand von Arnstadt bilden das 714 ha große Naturschutzgebiet Nr. 391 Jonastal.